# Johan Dargemann
Johan Dargemann, 1692 nobilitiert als von Manderstjerna (* 1659 in Stockholm; † 1739 ebenda) war ein schwedischer Fiskalbeamter, tätig in Bremen-Verden.

## Leben
Johan Dargemann war Sohn des Goldschmieds Georg (Jürgen) Dargeman, der um 1640 aus Wolgast nach Stockholm gekommen war und auch für die Krönungsfeierlichkeiten von Königin Christina gearbeitet hatte. Sein Sohn Johan studierte an der Universität Lund. 1676 trat er seine erste Stelle als Kanzlist an der Landkanzlei in Malmö an, wo er gemeinsam mit anderen Zivilbediensteten die Festung Malmöhus gegen die anstürmenden Dänen verteidigte. 1680 wurde er Sekretär im Seezollamt in Stockholm und 1686 von dort versetzt in das wieder an Schweden zurückgefallene Herzogtum Bremen als Inspektor des Stader Elbzolls und der Akzise in Brunshausen, heute ein Ortsteil von Stade. Seine Amtsführung erbrachte eine erhebliche Vermehrung der Einkünfte. König Karl XI. von Schweden setzte ihn in Würdigung seiner Leistung 1690 als Amtmann im Amt Harsefeld ein, wo er bis 1692 tätig war. Im Februar 1692 wurde er Landrentmeister von Bremen-Verden und einen Monat später erfolgte am 15. März 1692 seine schwedische Nobilitierung als von Manderstierna. Seine Aufnahme in das schwedische Ritterhaus erfolgte 1693 unter der Nummer 1293.

## Besitzungen
1704 erwarb er eine Grabkapelle im Lübecker Dom, die 1735 an Ernst Friedrich von Gusmann verkauft wurde, Sohn des unter Gusmann nobilitierten mecklenburgischen Rates und Syndikus der Hansestadt Lübeck Johann Georg Gutzmer.

## Familie
Johann von Manderstierna war seit 1684 verheiratet mit Gunilla Beckerfeldt. Sein Sohn, der schwedische Rittmeister Johann Manderstierna, heiratete in die schwedische Adelsfamilie Bielke ein. Die Nachfahren wanderten nach Estland aus, wo sie nach Mitte des 18. Jahrhunderts in die Livländische Ritterschaft aufgenommen wurden und in kaiserlich-russische Dienste traten.